# ジッツオ
ジッツオ（Gitzo ）は、フランスのカメラ関連製品（撮影機材）メーカー。カメラ関連のアクセサリー（バッグ含む）、特に高剛性かつ堅牢な三脚・一脚と雲台で知られる。
フランス人のアルセーヌ・ジッツホーベン（Arsène Gitzhoven ）によって1917年にフランスで設立され、当初は写真業界でカメラ、ケーブルレリーズ、シャッター（日量750個）、フィルムバッグフレームなどを製造していた。1942年、第二次世界大戦によりいったん解散したが、1944年に生産を再開、1950年代に入って三脚の生産を始めた。
1960年には創立者のアルセーヌが引退し、彼の娘イボンヌ・プリジェールと彼女の夫が会社を継承、高品質の三脚や雲台の開発に専念した。その結果、ジッツオの製品は世界54ヵ国以上に輸出された。
1992年、同業のマンフロットも所属するイギリスのVitecグループの傘下となり、現在に至る。
フランスからイタリアへの生産拠点移転を2001年から始め、2005年に完了した。
2017年に創業100週年を迎える。

## 製品について
ジッツオは、世界で初めて脚パイプにカーボンファイバーとバサルトファイバーを、雲台にマグネシウム合金を採用した。

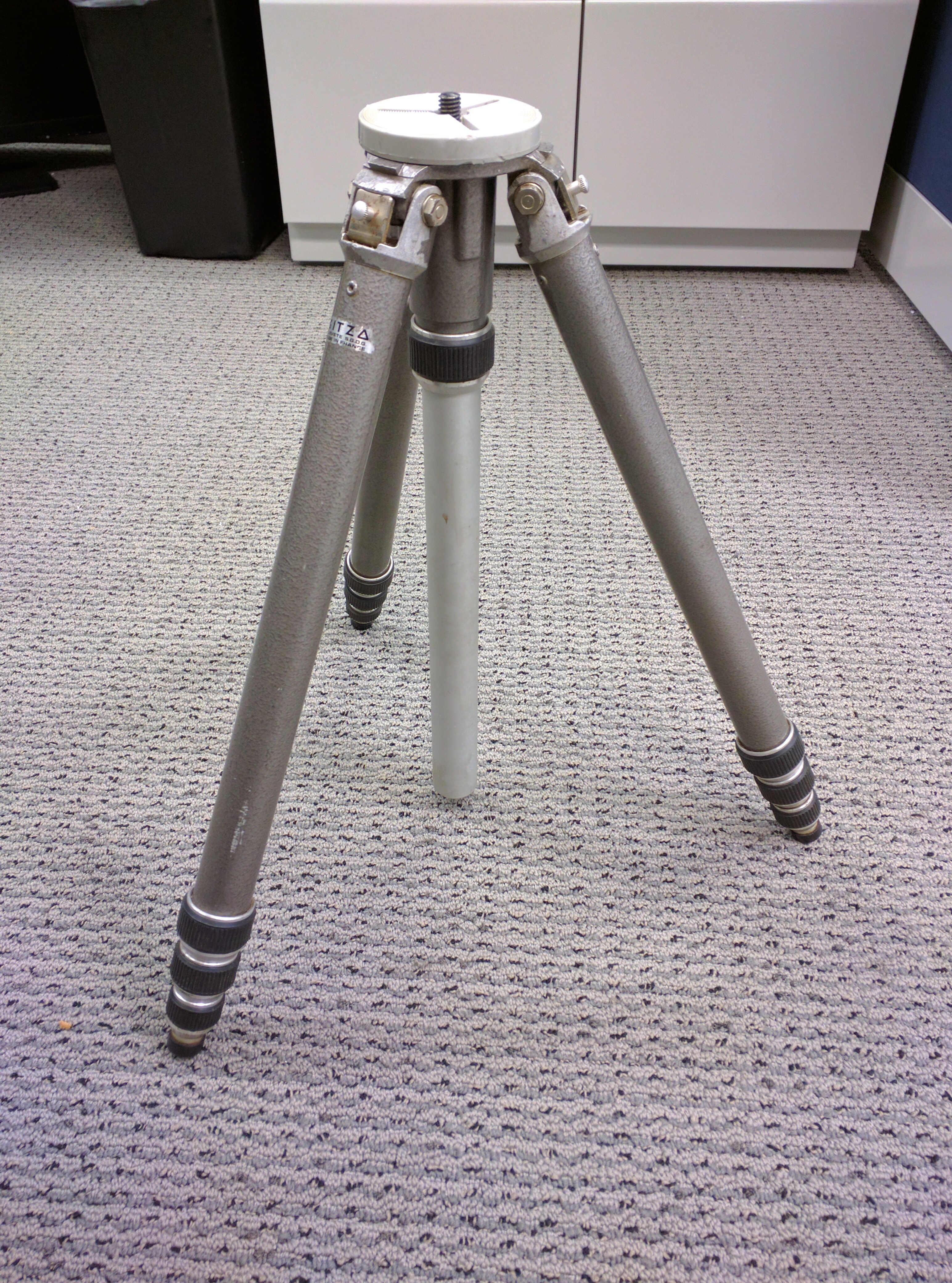
Gitzo G226

三脚の製品カテゴリには、汎用性の高い「マウンテニア」、携行性重視の「トラベラー」、堅牢性と安定性を重視し、モジュールの交換で「システマティック」、
また、全ての製品は、独自のルールに従って「シリーズ」に分類される。「シリーズ」は、脚チューブの直径にあわせて、16 mmが「00.」、20 mmが「0.」、24 mmが「1.」、28 mmが「2.」、32 mmが「3.」、37 mmが「4.」、41 mmが「5.」となっており、製品コードのGT、GMなどに続く1けた目の数字として表示されている。さらに高剛性なCarbon eXact（カーボンエグザクト）シリーズは一回り太く、「0.」が21.7 mm、「1.」が25.3 mm、「2.」が29 mm、「3.」が32.9 mmとなっている。
三脚には、操作性と安定性を兼ね合わせた独自のGロックシステム搭載のものもある。

## 日本での製品販売
日本では当初大沢商会、その後はケー・エフ・シーが輸入代理店であったが、2006年7月以降、Vitecグループ傘下の日本法人であるボーゲンイメージングが代理店となっている。